# Plimpton 322

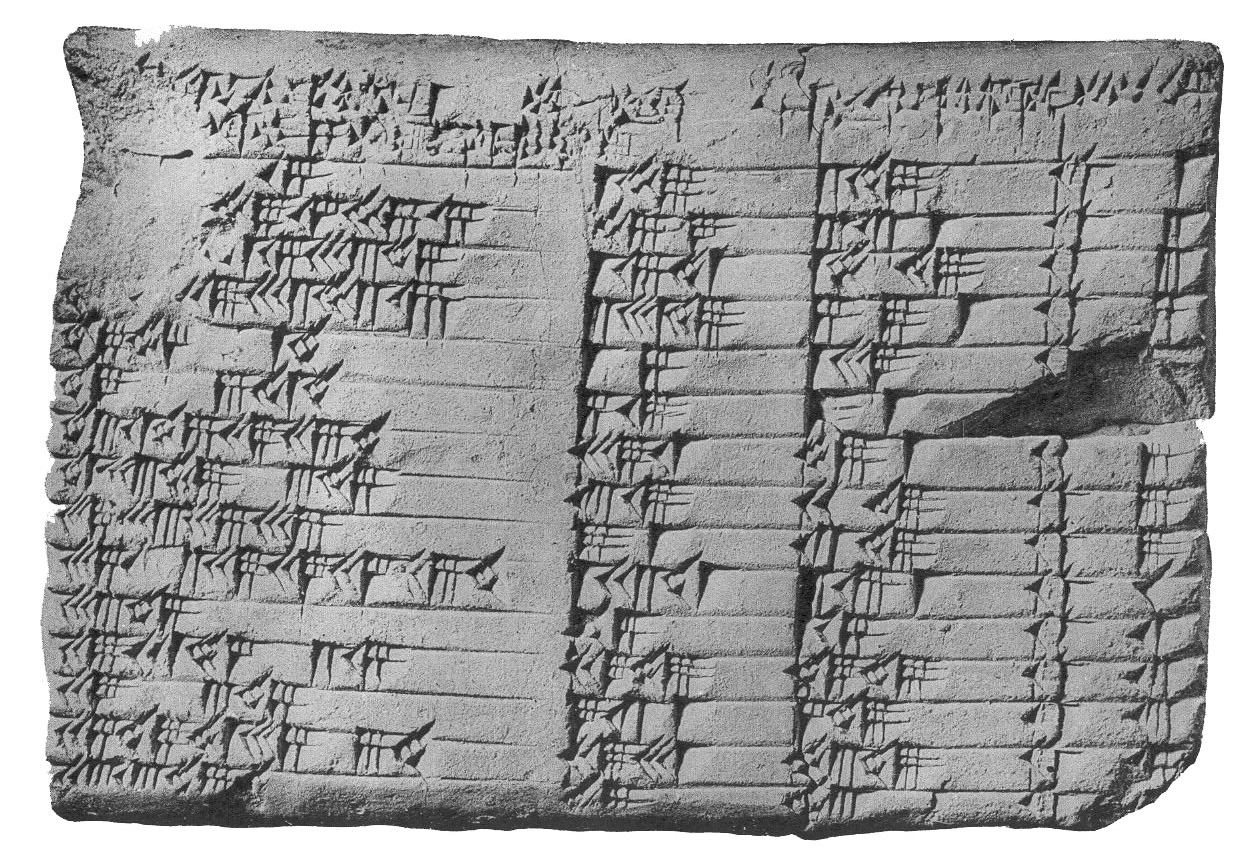
Die Plimpton Tontafel

Als Plimpton 322 wird eine Tontafel mit einem mathematischen Tabellentext aus der Zeit der Babylonier bezeichnet. Solche Tontafeln aus Mesopotamien mit Tabellentexten wurden in großer Zahl überliefert. Die bekannteste dieser Tafeln befindet sich heute in der G.A. Plimpton Collection der Columbia University und trägt die Nummer 322.
Die Tafel wurde in der Mitte des 18. Jahrhunderts v. Chr. erstellt und stammt aus der Stadt Larsa im heutigen Irak. Sie enthält neben einer Überschrift eine Tabelle mit vier Spalten und 15 Zeilen gefüllt mit den babylonischen Zahlenzeichen ihrer Keilschrift (siehe babylonische Mathematik und Sexagesimalsystem). Im Jahr 1945 fand der Forscher Otto Neugebauer heraus, dass es sich dabei um pythagoreische Tripel handelt.
Einem neuen Vorschlag der australischen Forscher Daniel F. Mansfield und Norman J. Wildberger von der University of New South Wales in Sydney zufolge zeige die Tontafel die älteste, numerisch exakte trigonometrische Tabelle der Welt, deren Besonderheit darin liege, statt auf Kreisen und Winkel die Seitenverhältnisse von rechtwinkeligen Dreiecken aufzubauen und ein Sexagesimalsystem zu verwenden. Ursprünglich habe die Tafel sechs Spalten und 38 Zeilen gehabt, von denen noch vier Spalten und 15 Zeilen erhalten sind.
Diese Interpretation wurde unter Wissenschaftlern früher eher abgelehnt, obwohl heute die Verwendung von rechtwinkligen Dreiecken mit pythagoreischen Seitenverhältnissen in der babylonischen Vermessung nachgewiesen ist.
Die Tafel gehört zu einer Gruppe von Schriftstücken, die der Buchführung der Bürokratie zuzurechnen sind. Das ergibt sich aus den Beschriftungen in der
Kopfzeile wie aus der gesamten Anordnung der Tabelle. Eine früher als wahrscheinlicher angesehene Vermutung von Eleanor Robson von der University of Oxford, die besagt, dass Lehrer mit Hilfe der Tafel leicht neue Aufgaben für ihre Schüler schreiben konnten, ohne sie jedes Mal nachrechnen zu müssen, gilt heute als eher unwahrscheinlich.